# Flora alpina

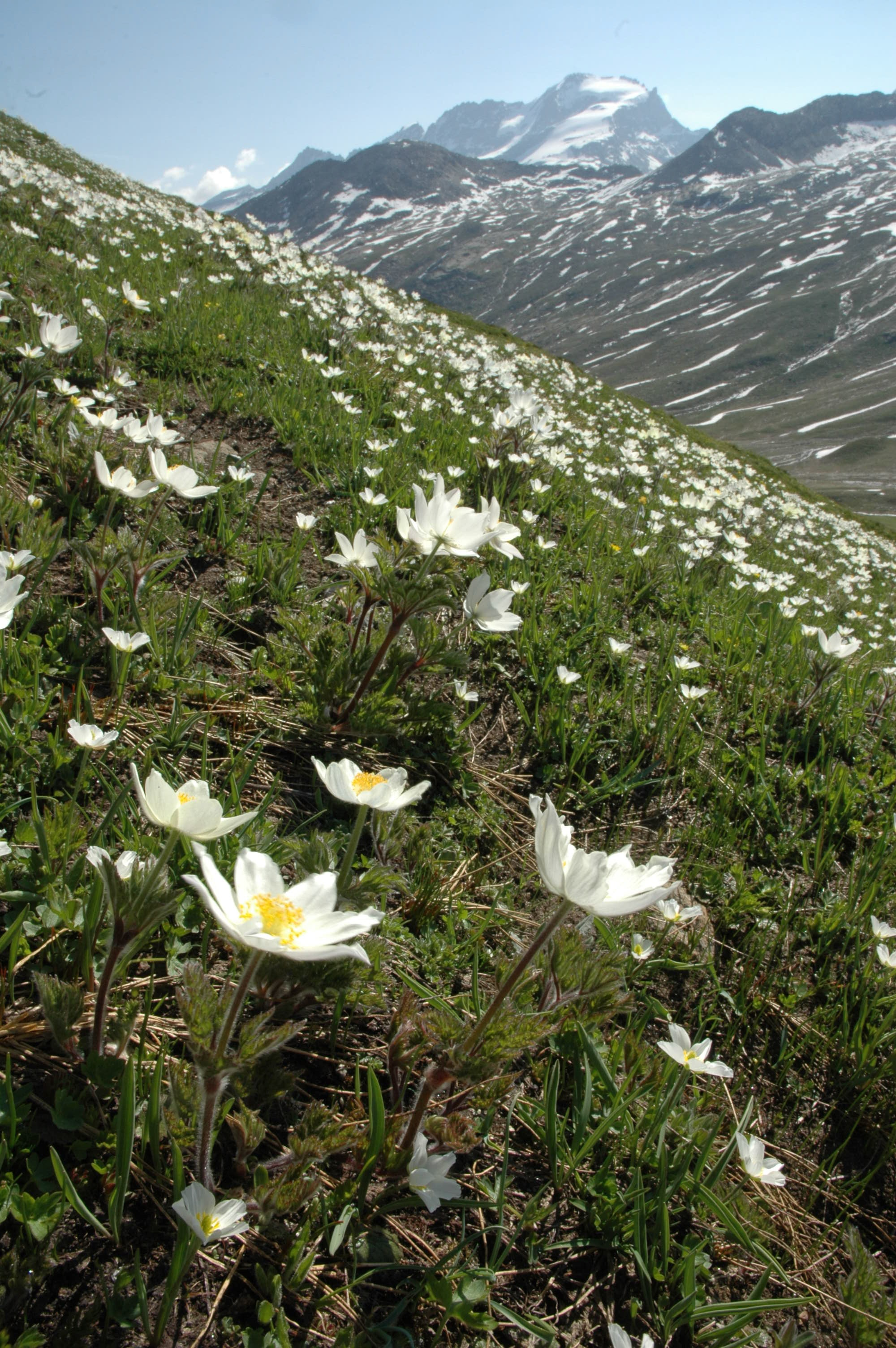
Pulsatilla alpina nel Parco Nazionale del Gran Paradiso

Con flora alpina s'intende l'insieme di tutte le specie vegetali che vivono sulle Alpi e, per estensione del termine, su tutte le catene montuose.
Qualora invece si consideri il complesso delle specie che sono presenti nell'ambiente alpino e il loro modo di correlarsi, di aggregarsi, di associarsi e di co-evolvere, è necessario indicare tale insieme con il termine vegetazione alpina.

## I piani altitudinali

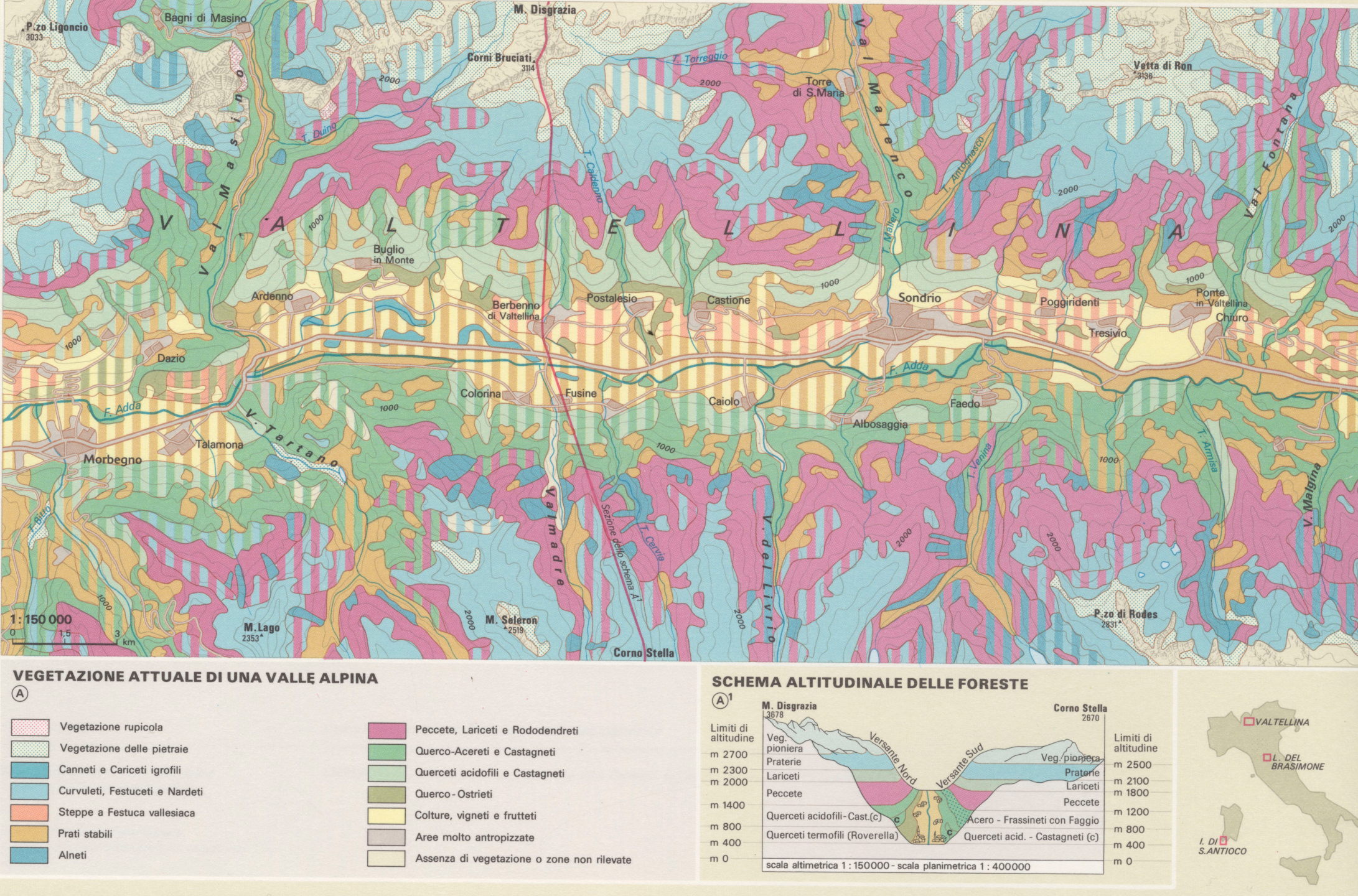
Distribuzione della vegetazione nella bassa Valtellina

In montagna, la flora varia progressivamente in funzione dell'altitudine, dell'esposizione solare e della condizione edafica, climatica e geografica del massiccio montano. Si possono allora distinguere dei piani (o fasce) altitudinali, ciascuno dei quali presenta una vegetazione caratteristica e quindi uno specifico paesaggio vegetale. Il primo (piano basale) non fa parte del paesaggio alpino, mentre gli altri quattro individuano proprio quell'"ambiente montano-alpino" a cui si riferisce qui la flora. L'autentica flora alpina inizia però con il piano montano.
- Fascia delle pianure e dei litorali, delle sclerofille e delle latifoglie termofile, detta piano basale, che dal livello del mare giunge ai 400–600 m di altitudine s.l.m. (flora planiziaria e collinare).
- Fascia di bassa montagna o dei boschi di latifoglie mesofile, detta piano sub-montano, che si sviluppa fra gli 800–1200 m e i 1200–1400 m di altitudine (flora oròfila).
- Fascia di media montagna o dei boschi di conifere, detta piano montano, che si estende dai 1200–1400 ai 2000–2200 m di altitudine (flora oròfila o montana).
- Fascia di alta montagna o delle praterie alpine, detta piano alpino, che si estende dai 2200 ai 2800 m di altitudine (flora alpina).
- Fascia culminale o della flora estrema, detta piano nivale, che dai 2800 m di altitudine si estende sino alle cime oltre i 3500 m (flora d'alta quota).

## Le specie comuni e tipiche
La flora alpina presenta un territorio ricco di boschi di conifere (abeti rossi, pecci, larici, cembri). Nelle zone rocciose e nelle scarpate crescono bassi arbusti di ginepri alpini, rododendri e pini mughi. Caratteristiche del territorio alpino sono i prati di nardo e di carice e le stelle alpine.